# Scogli Lagagne
Gli scogli Lagagne o Lagagn (in croato Veliki Laganj e Mali Laganj) sono due isolotti disabitati della Croazia, che fanno parte dell'arcipelago delle isole Quarnerine e sono situati a nordovest dell'isola di Pago e a est-sudest della punta meridionale della penisola d'Istria.
Amministrativamente appartengono alla città di Arbe, nella regione litoraneo-montana.

## Geografia
Nel punto più ravvicinato, gli scogli Lagagne distano 48,4 km dall'Istria. Situati nella parte centro-orientale del Quarnarolo, distano 5,2 km da punta Loni (rt. Lun) sull'isola di Pago e 4,94 km da capo Kanitalj (rt. Kanitalj) sull'isola di Arbe.

## Isole
- Lagagne Grande[10] (Veliki Laganj), il maggiore tra i due, è un isolotto allungato, orientato in direzione nordovest-sudest, che misura 670 m[11] di lunghezza e 215 m[12] di larghezza massima; possiede una superficie di 0,095 km²[13] e ha uno sviluppo costiero pari a 1,63 km[13]. Nella parte centrale, raggiunge la sua elevazione massima di 5,6 m s.l.m.[8]. (44°43′06″N 14°39′42″E)
- Lagagne Piccolo[14] (Mali Laganj) è anch'esso un isolotto allungato orientato in direzione nordovest-sudest, situato 114 m[15] a sudest di Lagagne Piccolo. Misura 242 m[16] di lunghezza e 70 m[17] di larghezza massima; la sua area è di 0,012 km²[18] e ha uno sviluppo costiero di 0,566 km[18]. (44°42′48.5″N 14°40′01″E)